# Бібліотека Лейденського університету
Бібліотека Лейденського університету (англ. Leiden University Library) — бібліотека, заснована в 1575 році в місті Лейден, Нідерланди. Будучи джерелом для викладання та досліджень, Лейденський університет мав значний вплив на науку в епоху Просвітництва.
З академічної точки зору, бібліотека Лейденського університету є найвидатнішою бібліотекою в Нідерландах. Вона вважається місцем притулку для розвитку європейської культури: частиною культурного центру, який керує розвитком та розповсюдженням знань у майбутньому. Це насамперед зібрання унікальних колекцій із вибраних джерел. Бібліотека налічує приблизно 5 200 000 томів, у тому числі 10 000 сучасних серій, 60 000 східних та західних рукописів, 450 000 монографій, 70 000 діаграм, 100 000 відбитків книг, 12 000 малюнків та 120 000 фотографій.

## Історія створення

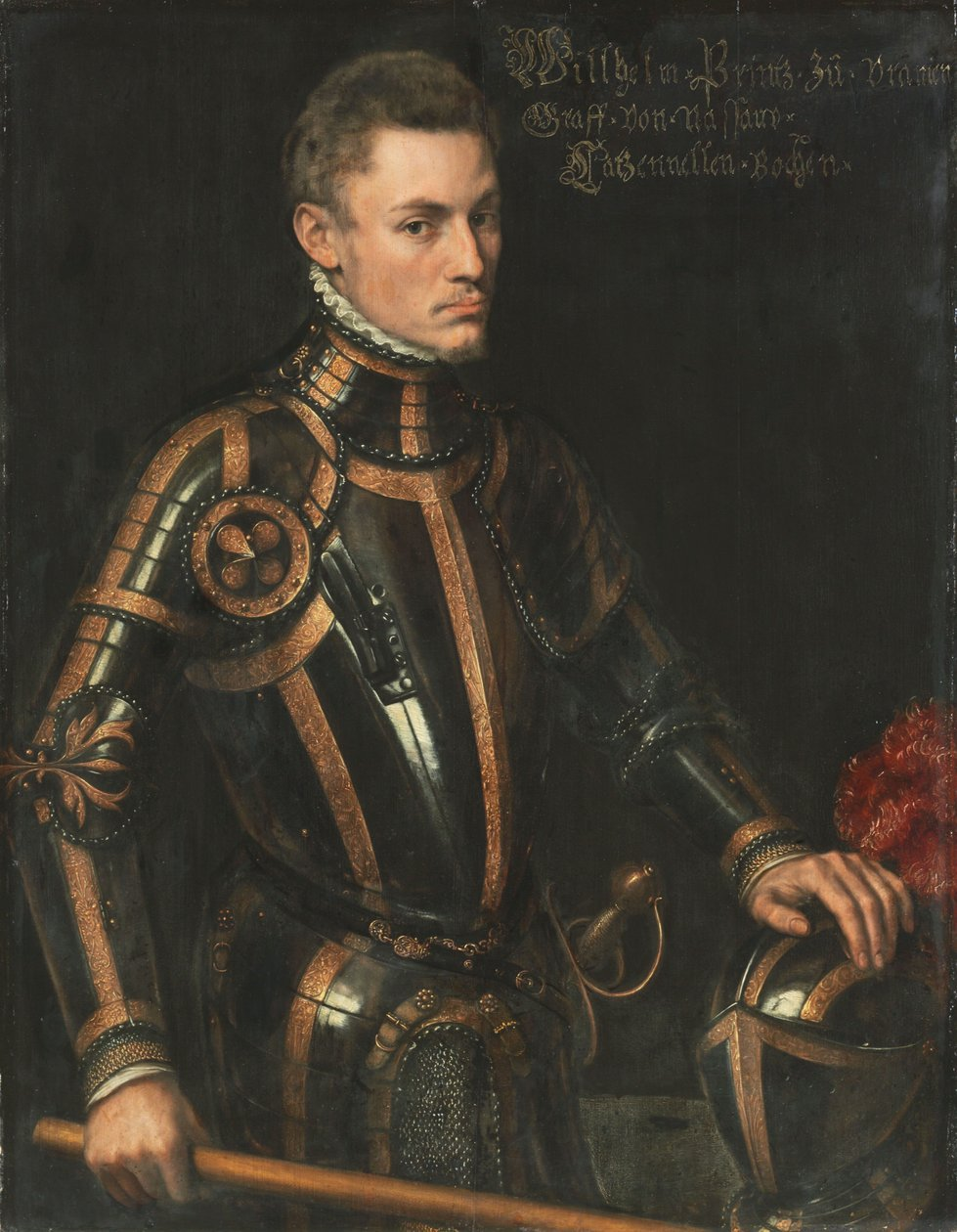
Вільгельм I Оранський

Повстання Нідерландів у шістнадцятому столітті або Вісімдесятирічна війна проти Габсбургів створили нову державу з новою релігією. Незабаром відчулася потреба у вищому навчальному закладі і в 1575 р. був заснований Лейденський університет із здобутками конфіскованого католицького монастиря.
Коли університет був створений, одразу стало очевидним, що бібліотека біля аудиторій була абсолютно необхідною. Першою книгою бібліотеки стала Біблія Поліглотта, надрукована Крістофером Плантеном і подарована бібліотеці принцом Вільгельмом Оранським у 1575 р. Надання цієї книги вважається основою на якій побудована бібліотека. Бібліотека була відкрита у сховищі нинішнього Будинку Академії в Рапенбурзі 31 жовтня 1587 року.
У 1595 році з'явився Nomenclator — перший бібліотечний каталог Лейденського університету, приблизно так само, як і перший бібліотечний друкований каталог у світі. Публікація каталогу збіглася з переміщенням бібліотеки на верхній поверх Faliede Bagijnkerk (зараз Rapenburg 70) поряд із Theatrum Anatomicum, де і перебувала до 1983 року. 1864 року повна копія алфавітного каталогу книг з 1575 по 1860 рік була закінчена, але вона ніколи не була надрукована, читачі користувалися ним аж до 1988 року. Читачі могли звертатися з алфавітними і систематичними регістрами бібліотеки в формі пов'язаних каталожних карток, відомих як Leidse boekjes. Цей каталог залишався основною системою каталогізації для бібліотеки аж до 1963 року.
22-й бібліотекар Лейденського університету Йоган Реммет де Грут (Johan Remmet de Groot) виступив з ініціативою щодо PICA (Project Integrated Catalog Automation), нідерландського проєкту автоматизації бібліотек. Програма PICA була запущена в 1969 році. Згодом, ця програма була куплена 2000 року некомерційною компанією OCLC (Online Computer Library Center, Inc.). Перший проєкт автоматизації в бібліотеці Лейдена почався в 1976 році. Було опрацьовано більше 400 000 джерел через програму PICA, яке привело протягом декількох років до нового ресурсу каталогу, який частково замінив відомий Лейденський бібліотечний каталог карток (Leidse boekjes).
У 1983 році бібліотека переїхала до свого теперішнього місця на Witte Singel 27 у новій будівлі архітектора Барта ван Кастеля (Bart van Kasteel). Перший автоматизований каталог став доступним у 1988 році.
За словами Ніколаса А. Басбейнеса, бібліотека Лейденського університету:
«важливий орієнтир […] не лише для бурхливої колекції надзвичайних матеріалів, яку вона скрупульозно збирала і зберігала протягом тривалого періоду часу, але найбільше для того, щоб бути першою науковою бібліотекою у світі в справді сучасному розумінні. Літанія „перших“, записаних у Лейдені, вражає — перший друкований каталог, підготовлений установою з його фондів, перша спроба виявити та зберегти те, що сьогодні відомо як „спеціальні колекції“, перша систематична спроба розробити корпус впливових друзів, меценатів та благодійників у всьому світі, перша 'універсальна' бібліотека, список можна продовжувати і продовжувати — і в основі всього цього лежить гуманістичний підхід до освіти та відкриттів, який за всю свою історію виявився помітним, а також непохитна віра в безмежний потенціал людського розслідування.» 

## Структура бібліотеки
- Головна будівля бібліотеки Лейденського університету (Witte Singel 27, Leiden);
- Західно-Азійська бібліотека Лейденського університету (Arsenaalstraat 1, Leiden);
- Бібліотека права Лейденського університету (Steenschuur 25, Leiden);
- Бібліотека громадських і поведінкових наук Лейденського університету (Wassenaarseweg 52, Leiden);
- Бібліотека математики і природничих наук ім. Давида ван Горле Лейденського університету (Einsteinweg 55 & Niels Bohrweg 1, Leiden);
- Бібліотека Навчального Центру кампусу Гааги (Schouwburgstraat 2, The Hague);
- Бібліотека Королівського нідерландського Інституту досліджень Південно-Східної Азії і Карибського басейну.

## Особливі колекції
Бібліотека Лейденського університету містить велику кількість спеціальних колекцій національного та міжнародного значення. Сюди входять рукописи, стародруки, карти, атласи, гравюри, малюнки та фотографії. Щоб зробити ці колекції доступними для широкої аудиторії, бібліотека в 2015 році стала співпрацювати з De Boekenwereld — ілюстрованим журналом нідерландською мовою для любителів книг, що містить інформацію про раннє та сучасне книжкове та графічне мистецтво.

### Західні рукописи
Відомий рукопис: Leiden Aratea
Колекція «Західні рукописи» («Western Manuscripts») містить усі західні рукописи (включаючи 2500 середньовічних рукописів, фрагментів і 25000 сучасних рукописів), 300000 листів, архіви і 3000 анотованих друкованих видань університетської бібліотеки, включаючи архіви університету.

### Західна друкована продукція
Колекція «Західних друкованих творів» («Western Printed Works») містить матеріали, надруковані до 1801 року (у тому числі 700 інкунабул), а також рідкісні та дорогоцінні твори після 1801 року. Протягом чотирьох століть колекція розширювалась за допомогою заповітів, подарунків і придбань колекцій від науковців. Крім того, університетська бібліотека  отримала копію кожної книги, які видавалися під різного роду привілеями в Нідерландах. Колекція також включає понад 100000 друкованих робіт з бібліотеки Maatschappij der Nederlandse Letterkunde, яка з 1876 року здана на постійне зберігання.

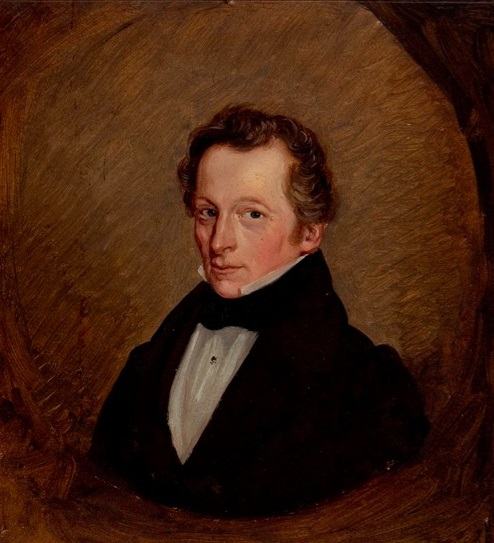
Портрет J.T. Bodel Nijenhuis, намальований J.L. Cornet

### КолекціяBodel Nijenhuis
Колекція Bodel Nijenhuis містить переважно старі карти, атласи, топографічні гравюри та малюнки. Більша частина колекції була отримана у заповіт від Дж.T. Бодель Ніженхуйс. Адвокат Йоганнес Тіберій Бодель Ніженхуйс (1797—1872) - директор видавництва Luchtmans, 25 років член Maatschappij der Nederlandse Letterkunde(Товариство нідерландської літератури), був пристрасним колекціонером картографічних та топографічних матеріалів.
Колекція містить 60 000 карт (з них 3 000 малюнків), 1 500 атласів, 24 000 топографічних гравюр, 1600 малюнків і архів пам'ятника Юсуфа Камаля «Пам'ятники картографії Африки і Єгипту» (Youssouf Kamal's Monumenta Cartographica Africae et Aegypti). Колекція містить матеріали нідерландською, латинню, німецькою, французькою та англійською мовами.

### Східні колекції
З самого початку вивчення Сходу мало життєво важливе значення для нового університету. Богослови вивчали семітські мови, щоб зрозуміти значення Біблії. Політичні та комерційні інтереси спонукали новонароджену Нідерландську республіку встановити відносини з ворогами своїх ворогів, серед яких була Османська імперія, яка перебувала тоді в зеніті своєї могутності. Під час своєї експансіоністської політики Нідерландська Республіка закріпила за собою володіння Індонезійським архіпелагом та іншими територіями в Південно-Східній Азії. В Японії нідерландські купці утримували торговий пункт, виключаючи всі інші європейські держави.
Протягом чотирьох століть безліч рукописів, друкованих книг та фотографій про Схід та східнознавство потрапили до бібліотеки Лейденського університету. Східні студії все ще процвітають у Лейденському університеті, а східні колекції все ще зростають для задоволення потреб національної та міжнародної наукової спільноти.
Східні колекції Лейденської університетської бібліотеки знані як Legatum Warnerianum (Спадщина Уорнера), маючи на увазі Левінуса Уорнера (1619—1665), посла Голландської республіки при Константинополі, чия колекція 1000 близькосхідних рукописів складає ядро сучасності Східної колекції. У 1659 р. Після смерті османського бібліографа-енциклопедиста Кятіба Челебі його бібліотеку продали. На той час це була найбільша приватна бібліотека в Стамбулі, і частину її Уорнер придбав для Лейденського університету.
На сьогодні східні колекції містять 30 000 рукописів та 200 000 друкованих книг на теми від археології до зороастризму та мовами від арабської до зулу.

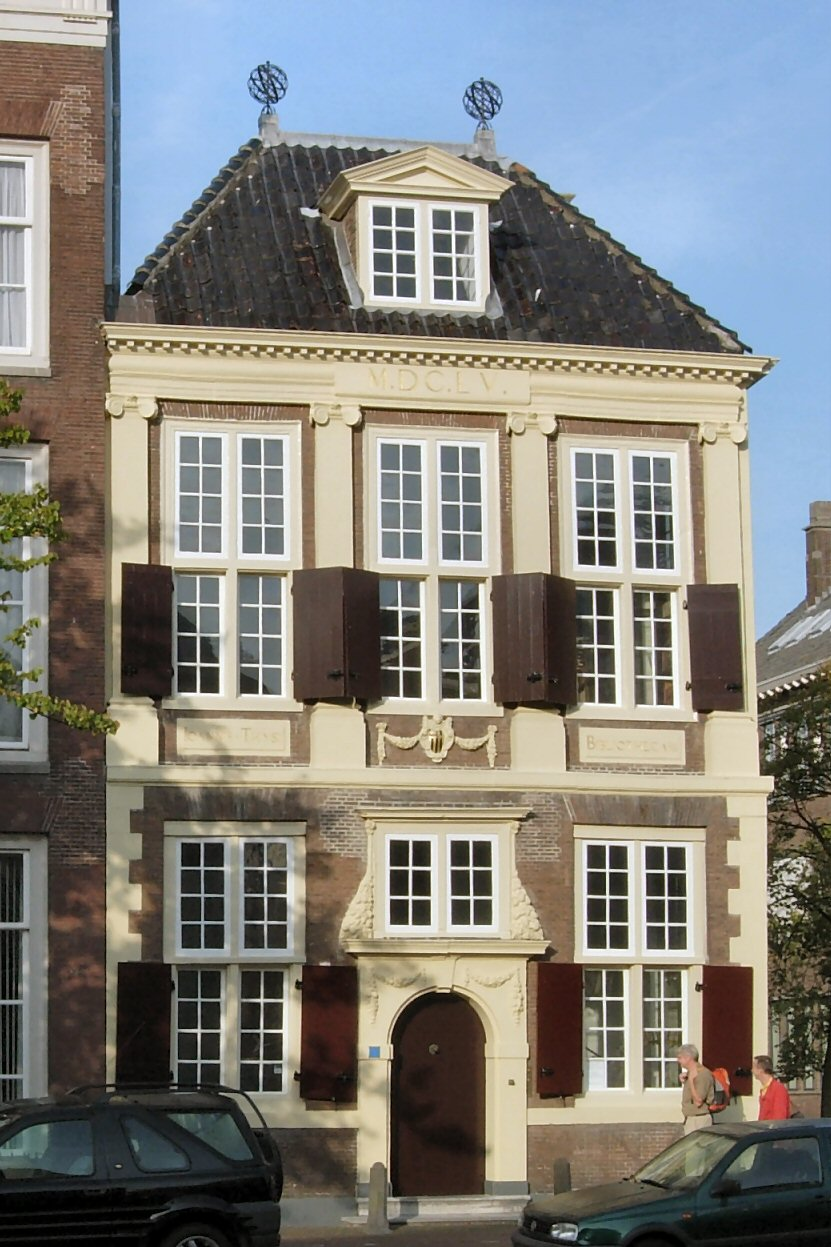
Бібліотека Thysiana, Rapenburg 25, Leiden

### БібліотекаThysiana
Бібліотека Thysiana була побудована в 1655 році для розміщення книгозбірні адвоката Joannes Thysius (1622—1653). Після своєї ранньої смерті він залишив у спадок 20 000 гульденів для будівництва публічної бібліотеки з житлом опікуна. Будівлю спроєктував архітектор Арент ван-Гравенсанд, її побудовано у нідерландському класичному стилі й вона вважається однією з перлин нідерландської архітектури 17 століття. Будівля відрізняється збалансованими пропорціями і чистотою іонічного порядку на вершині цокольного поверху.
Bibliotheca Thysiana єдиний вцілілий приклад будівлі 17 — го століття в Нідерландах, спроєктованої як бібліотека. Досить незвично, що повністю збереглася приватна бібліотека 17 століття, що створює гарне враження про книжкову колекцію молодого вченого бібліофіла періоду пізнього гуманізму. Збірка містить близько 2500 книг та тисячі брошур з усіх наукових галузей.

### Нідерландське літературне товариство
Відоме також як MNL «Maatschappij der Nederlandse Letterkunde» було засновано в Лейдені в 1766 році з метою сприяння вивченню нідерландських історичних лінгвістичних дисциплін. Це товариство приєдналось до бібліотеки Лейденського університету в 1876 році, а з 1999 року становить основу DBNL — цифрової онлайн-бібліотеки нідерландської мови, ініціативи зі створення онлайн-архіву з відкритим доступом найбільших творів в історії нідерландської літератури. Товариство регулярно проводило зустрічі в Лейдені з літературної, а також наукової тематики. Для еліти стало модним бути учасниками і багато хто з них також були членами Нідерландського наукового товариства (Hollandsche Maatschappij der Wetenschappen), аналогічного товариства з вивчення наукових предметів, заснованого в Гарлемі в 1752 році.

### Зал гравюр та відбитків
Зал гравюр та відбитків, заснований в 1822 році, зберігає твори мистецтва з XVI століття до наших днів. Якщо вас цікавлять міфологічні сцени італійського Відродження, дагеротипи, найбільша колекція портретів в Нідерландах, стереофотографії або нідерландські пейзажі Рембрандта і його учнів, у цьому залі є все необхідне. Тепер[коли?] фонд налічує близько 12 000 малюнків, близько 100 000 гравюр і близько 80 000 фотографій з акцентом на нідерландське мистецтво. Серед малюнків і гравюр ви знайдете твори відомих нідерландських художників, як Гольціус, Вісшер, Рембрандт, Трост, Маріс, Туроп і Вельдхоен та видатні художники з інших європейських шкіл, як Гоґарт, Калло, Каналетто та Дюрер також присутні до 1900 року. Колекція фотографій поширюється від найдавнішої історії до наших днів і може похвалитися прикладами практично кожного нідерландського фотографа, від анонімних піонерів дев'ятнадцятого століття (Піта Цварта і Пола Сітроена) до Еда ван дер Ельскена і Йохана ван дер Кекена, в тому числі багато уваги приділялось сучасним фотографам, таким як Ервін Олаф та Хендрік Керстенс.

### Колекція Королівського Нідерландського інституту досліджень Південно-Східної Азії і Карибського басейну (KITLV)
KITLV був заснований в 1851 році і створив передові колекції в Південно-Східній Азії (особливо в Індонезії) і Карибському басейні (особливо в Суринамі, Аруби та Нідерландських Антильських островів). Колекція містить близько 1 мільйона — переважно постколоніальних — книг і спеціальних колекцій, в тому числі 150 000 оцифрованих історичних фотографій, карт, гравюр і унікальних архівів.
1 липня 2014 року управління колекцією було передано з Королівської академії мистецтв і наук Нідерландів бібліотекам Лейденського університету.

### Інститут Скалігера

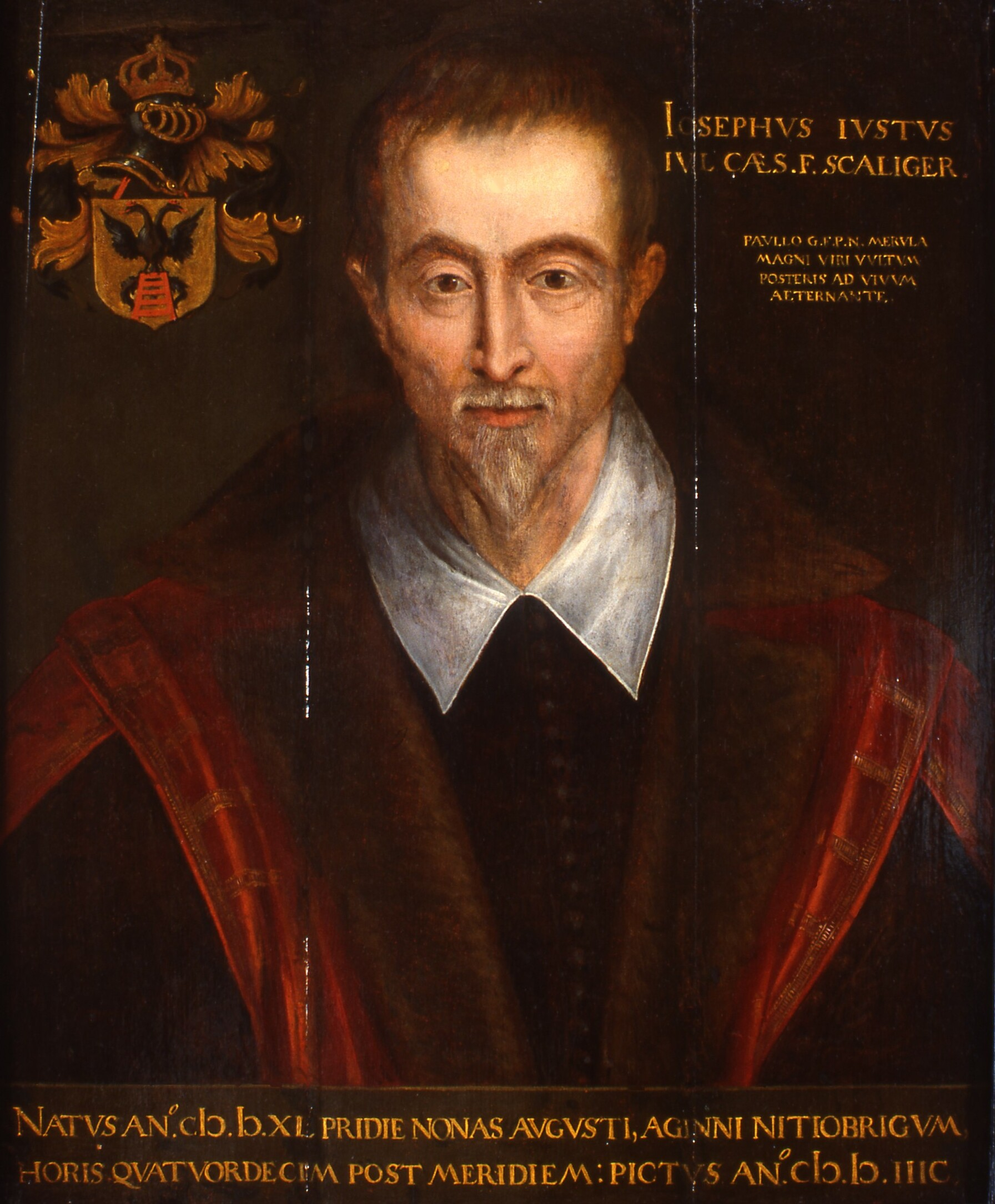
Жозеф Жюст Скалігер, намальований Paullus Merula, третім бібліотекарем Лейденського університету, 1597.

Інститут Скалігера, заснований у 2000 році, має на меті стимулювати та сприяти використанню спеціальних колекцій як у навчанні, так і в наукових дослідженнях.
Для цієї мети Інститут пропонує сприятливі умови праці і досвід, організовує лекції, симпозіуми, майстер-класи та спеціальні курси, а також надає стипендії молодшим і старшим вченим з Нідерландів та інших країн, які бажають працювати в Лейдені протягом тривалішого періоду. До них належать стипендії Brill, Elsevier, Van de Sande, Juynboll en Ailion, які зосереджені на різних дисциплінах та регіонах.
Кафедра Скалігера, пов'язана як з Інститутом бібліотек Лейденського університету, так і з Гуманітарним факультетом університету, має на меті «сприяти викладанню та дослідженням, пов'язаним зі спеціальними колекціями, що проводяться в університетській бібліотеці», за допомогою інформаційно-роз'яснювальної діяльності, спрямованої на академічні та інші аудиторії.
Інститут був названий на честь Жозеф Жюста Скалігера (1540—1609), найвідомішого вченого Лейдена в перші роки його існування та великого благодійника університетської бібліотеки, завдяки пожертвуванню його виняткової колекції рукописів та всіх його східних книги.

## Бібліотека в умовах сьогодення
Сьогодні бібліотека Лейденського університету зосереджуються на повному інформаційному ланцюжку. Бібліотека полегшує не тільки доступ до (опублікованої) інформації, але дедалі більше підтримує оцінку, використання, виготовлення та розповсюдження наукової інформації. Для досягнення цього діяльність бібліотеки варіюється від підтримки освіти в галузі інформаційної грамотності до виступу в якості експертного центру з цифрового видавництва. Бібліотека має на меті функціонувати як науковий менеджер з інформації Лейденського університету. Стратегічний план Partner in Kennis (Партнер у знаннях) зосереджений на перетворенні бібліотеки на експертний центр, що підтримує дослідження та освіту в цифрових просторах за допомогою віртуальних дослідницьких середовищ та лабораторій даних, реалізація центрів навчання бібліотек, розробка нових експертних галузей, таких як курація відомостей, аналіз тексту та даних, а також питання цифрової інформації.
Лейденський каталог надає значний масив цифрової наукової інформації: понад 400 баз даних,> 70 000 електронних журналів,> 5 000 газет та журналів,> 1 000 000 електронних книг та довідкових робіт, багато сотень мільйонів статей у журналі цифрові спеціальні колекції та матеріали сховищ. Ці цифрові інформаційні ресурси доступні в усьому світі для студентів та співробітників Лейденського університету.
Спеціальні колекції та архіви Лейденського університету стають дедалі доступнішими за допомогою бібліотечного каталогу та цифрових колекцій.
Бібліотека підтримує дослідників з Лейденського університету через свій Центр цифрових стипендій, який зосереджується на відкритому доступі, захисті авторських прав, управлінні даними, видобуванні тексту та даних і віртуальному дослідницькому середовищі.
Бібліотека робить усі докторські дисертації доступними в Інтернеті через Каталог та Цифровий репозитарій Лейденського університету, що функціонує відповідно до принципів відкритого доступу. Більше того, публікації від лейденських дослідників дедалі більше доступні через те саме сховище. Завдяки використанню міжнародних стандартів, зокрема Ініціативи відкритих архівів, сховище щодня відвідують загальні та спеціалізовані пошукові системи, які збирають та індексують цю інформацію.
У 2007 році бібліотека розпочала амбіційну програму оновлення та реконструкції своїх приміщень: бездротовий доступ став доступний у всій бібліотеці в грудні 2007 року, в березні 2008 року повністю відремонтований читальний зал «Спеціальні колекції» Дауса був знову відкритий, у червні 2008 року встановлені протипожежні системи у закритих стеках і сховищах бібліотеки були введені в експлуатацію, у грудні 2008 року меценати бібліотеки змогли скористатися новими приміщеннями, створеними в оновленому Інформаційному центрі Гюйгенса, а новий виставковий простір було відкрито 25 березня 2010 року, в безпосередній близькості від повністю відремонтованого входу. У 2012—2013 роках навчальні площі (повний перший поверх та частини другого поверху) університетської бібліотеки були відремонтовані та відкрито медіа-центр.
З 1 червня 2009 року лейденські бібліотеки утворюють одну організацію: Бібліотеки Лейденського університету (UBL). Бібліотеки Лейденського університету взяли в 2013 році колоніальні колекції, включаючи цілі колекції карт (колоніальні та сучасні) Королівського тропічного інституту (KIT), а в 2014 році — повну колекцію Королівського інституту нідерландських досліджень Південно-Східної Азії та Карибського басейну (KITLV). Завдяки об'єднанню цих колекцій із колекціями університетських бібліотек були створені найбільші індонезійські та карибські колекції у всьому світі. Крім того, бібліотеки Лейденського університету взяли під контроль офіс KITLV-Джакарта, де збираються та каталогізуються великі паперові та цифрові колекції сучасної Індонезії. Для розміщення його всесвітньо відомих і величезних азійських колекцій було створено низку нових приміщень: відкритий стек, що забезпечує безпосередню доступність 5 км матеріалів, та новий віддалений склад, що вміщує 38 км бібліотечних матеріалів. 14 вересня 2017 р. Королева Максима відкрила Азійську бібліотеку, новий поверх на вершині університетської бібліотеки.
У 2017 році Академічний історичний музей увійшов до складу UBL. Бібліотека Нідерландського інституту Близького Сходу, що спеціалізується на галузях ассиріології, єгиптології та близькосхідної археології, стала частиною UBL у 2018 році.
Бібліотека Лейденського університету співпрацює з іншими організаціями національного та міжнародного рівня, з питань впровадження нововведень в даній області. Бібліотека бере участь в програмі  'DAREnet'  ( Digital Academic Repositories ), а також  European Union  'DRIVER-II'  і  'OAPEN' . По праву можна говорити про те, що бібліотека Лейденського університету є головною в Нідерландах, відіграє вагому роль серед бібліотек країн Європи і є частиною світової культурної спадщини.

## Бібліотекарі Лейденського університету
З моменту заснування Лейденського університету в бібліотеці працювало 25 бібліотекарів:

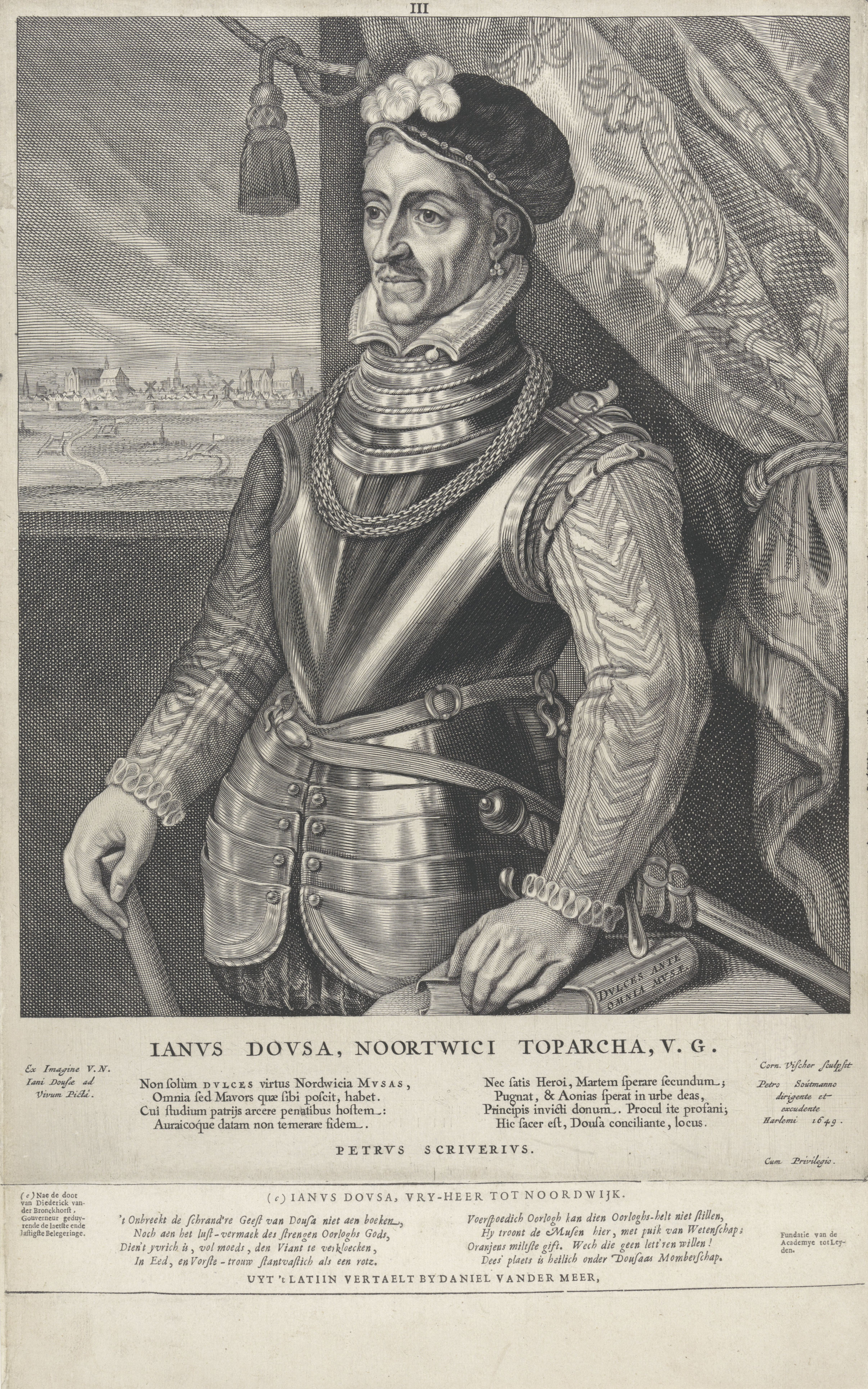
Янус Дауса, перший бібліотекар Лейденського університету

| - Янус Дауса (1585—1593) - Янус Дауса-молодший (1593—1596) - Паулюс Мерула (1597—1607) - Даніель Гейнсій (1607—1655) - Ентоні Тізіус (1655—1665) - Йоганн Фредерік Гроновіус (1665—1671) - Фрідрік Спангейм (1672—1701) - Вольфендус Сенгердус (1701—1724) - Петрус Бурманнус (1724—1741) - Девід ван Ройен (1741р) - Авраам Гроновіус (1741р -1775) - Давид Рункеніус (1775—1798) - Даніель Віттенбах (1798—1820) | - Йоханнес ван Ворст (1820—1833) - Джейкоб Гіл (1833—1858) - Віллем Джордж Плайгерс (1859—1879) - Віллем Ніколаас дю Рье (1880—1897) - Скато Гоко де Вріс (1897—1924) - Фредерік Каспарус Відер (1924—1938) - Тіце Пітер Севенсма (1938—1947) - Антуан Юбер Марі Корнеліс Кессен (1947—1961) - Йохан Реммет де Гроот (1961—1983) - Жак ван Гент (1983—1993) - Пол Герретсен (1994—2004) - Курт де Бельдер (2005 — теперішній час) |

## Членство і співпраця
- NVB, Нідерландська Асоціація інформаційних фахівців
- UKB, Нідерландський консорціум Національної бібліотеки та бібліотек вищих навчальних закладів
- SAE, академічний фонд «Спадщина»
- FOBID, Нідерландський бібліотечний форум Центру вивчення книги, Бодліанська Бібліотека
- LIBER, асоціації Європейських дослідницьких бібліотек
- IFLA, Міжнародна федерація бібліотечних асоціацій та установ
- OCLC, некомерційний членський комп'ютерний бібліотечний сервіс та науково-дослідницька організація
- OAPEN, член-засновник організації за відкритий доступ до публікацій в європейських мережах
- OPuS, відкритий доступ до видавничим послуг